# 달리는 라디오 (충남)
최옥희의 달리는 라디오는 TBN 충남교통방송(서산 FM 103.9MHz, 천안 FM 103.1MHz)에서 평일 저녁 6시부터 저녁 7시 55분까지 방송되는 충남권 지역의 퇴근길 라디오 프로그램이다.